# ムーヴァー
ムーヴァー(Mover)は、イギリス・ロンドン出身のR&Bロックバンドである。

## 概略
1997年、ブルートーンズの自主レーベル「スペリアー・クォリティ・レコーディング」からの初の新人バンドとしてデビュー。ブリティッシュ・ビートとR&Bがミックスされたソウルフルな音楽性を特徴としており、日本ではsnoozer誌の田中宗一郎による猛プッシュもあって人気があったが、本国ではほとんど話題にならず、2001年に解散。

## ディスコグラフィ
- 1998年 - Mover / ムーヴァー
- 2000年 - Fly Casual / フライ・カジュアル

## 来日公演
1998年
- 7月11日 HMVインストアイベント
- 7月11日 新宿リキッドルーム（ショウケースライヴ）
- 7月12日 渋谷ONAIR EAST

1998年
- 11月23日 渋谷クラブクアトロ
- 11月25日 名古屋クラブクアトロ
- 11月26日 心斎橋クラブクアトロ
- 11月28日 福岡ドラムロゴス

2000年（ブルートーンズのオープニングアクト）
- 11月6日 渋谷クラブクアトロ（この日のみ単独公演）
- 11月8日 渋谷ONAIR EAST
- 11月9日 名古屋クラブクアトロ
- 11月10日 心斎橋クラブクアトロ

## 豆知識
- ボーカルのサム・ヘイデルディーンは、バンド解散後俳優に転向している。『ブリジット・ジョーンズの日記 きれそうなわたしの12か月』にはチョイ役で出演している。